# Teinobasis pretiosa
Teinobasis pretiosa är en trollsländeart som först beskrevs av Selys 1877.  Teinobasis pretiosa ingår i släktet Teinobasis och familjen dammflicksländor. Inga underarter finns listade i Catalogue of Life.